# متریک فریدمان-لومتر-رابرتسون-واکر
متریک رابرتسون-واکر حل دقیقی از معادلات میدان اینشتین در نسبیت عام است. این حل جهان را فضایی همگن، همسانگرد و در حال انبساط توصیف می‌کند و بر اساس تلاش چهار فیزیکدان: الکساندر فریدمان، جورج لومتر، هوارد رابرتسون و آرتور واکر توصیف شد.

## متریک
فرض اولیه این متریک همسانگردی و همگنی فضاست. همچنین فرض وابسته بودن مؤلفه‌های فضایی به زمان نیز اعمال می‌شود:
{\displaystyle -c^{2}\mathrm {d} \tau ^{2}=-c^{2}\mathrm {d} t^{2}+{a(t)}^{2}\left({\frac {\mathrm {d} r^{2}}{1-kr^{2}}}+r^{2}\mathrm {d} \theta ^{2}+r^{2}\sin ^{2}\theta \,\mathrm {d} \phi ^{2}\right)}
که در آن:
- k ثابت انحنای فضاست که نسبت به زمان ثابت است.
- و ‎{\displaystyle a(t)\;}‏ عامل مقیاس است که به طور صریح وابسته به زمان است.
- و سرعت نور در {\displaystyle r=0\;} برابر است با: {\displaystyle c \over a(t)}

به طور معمول در دستگاه مختصات کروی {\displaystyle 0\leq r\;} و {\displaystyle 0\leq \theta \leq \pi ;\,} و {\displaystyle 0\leq \phi <2\pi } است.

## حل‌ها
این متریک حلی از معادلات میدان اینشتین {\displaystyle G_{\mu \nu }-\Lambda g_{\mu \nu }={\frac {8\pi G}{c^{4}}}T_{\mu \nu }} منجر به معادلات فریدمان می‌شود که در آن تنسور ضربه-انرژی همسانگرد و همگن فرض می‌شود. حل آن معادلات چنین است:
این معادلات پایهٔ نظریه کیهان‌شناختی مهبانگ است. در متریک رابرتسون-واکر-لنارتی جهان در حال انبساط است و نقطه شروع آن را مهبانگ فرض می‌کنند.